# 詹姆斯·皮斯
詹姆斯·皮斯（1963年9月28日—），蘇格蘭作曲家、钢琴家和视觉艺术家。出生于苏格兰佩斯利。

## 生平
詹姆斯·皮斯1963年9月28日出生于苏格兰佩斯利。他的童年主要在苏格兰西部的一个海滨小镇海伦斯堡度过。他的家人中有许多著名的艺术家（例如约翰·麦吉，John McGhie），此外他还与20世纪上半叶著名的交际舞音乐作曲家菲利克斯·伯恩斯（Felix Burns）有亲戚关系。他8岁开始学习钢琴，14岁首次公开登台演出，演奏了斯科特·乔普林的音乐作品。16 岁时，被苏格兰皇家音乐戏剧学院 (RSAMD)（现称为苏格兰皇家音乐学院，Royal Conservatoire of Scotland）录取，成为该校历史上最年轻的全日制学生。
1983年从格拉斯哥大学毕业，获得钢琴教学学士学位。次年，与苏格兰皇家音乐戏剧学院的管弦乐队合作演奏了费利克斯·门德尔松的第一钢琴协奏曲，获得了音乐表演的学位证书。完成学业后，成为一名很受欢迎的钢琴家，1988年至1991年在爱丁堡生活。
1991年至2009年，詹姆斯·皮斯住在德国的巴特瑙海姆。从1998年开始学习探戈并制作发行了CD —Tango escocés（苏格兰探戈），收录了他个人在探戈音乐感召下创作的钢琴曲。2002年，成为维多利亚音乐学院的荣誉成员。同年，9/10月在德国北部进行个人巡演，11月在远东地区开展个人巡演，在香港首次演奏 《探戈 XVII》。
随后几年，他的表演主要集中在欧洲，在阿姆斯特丹、雅典、柏林、布鲁塞尔、赫尔辛基、里斯本、伦敦、马德里、奥斯陆、雷克雅未克和维也纳等首都城市均演奏了他个人创作的探戈舞曲。
2008 年被授予伦敦音乐学院荣誉成员称号，以表彰他在探戈方面的贡献。
在爱丁堡短暂生活后，他于2010年2月回到德国，定居威斯巴登。在这里他燃起了新的创作冲动，为自己的部分音乐作品录制了短片。纪录片《詹姆斯·皮斯在威斯巴登》（James Peace in Wiesbaden）就是其中一个作品。

## 奖项和荣誉
- 阿格尼斯米勒大赛一等奖，格拉斯哥，1983年[4]
- 邓巴顿郡 EIS 大赛一等奖，格拉斯哥，1984年[4]
- 西贝柳斯论文奖，格拉斯哥，1995年[4]
- TIM国际作曲比赛荣誉证书，罗马，2000年[1][2][5]
- IBLA联合会荣誉证书，纽约，2002年[1][2][5]
- 国际钢琴二重奏协会荣誉奖牌，東京都，2002年[1][2][5][23]
- 吕特斯国际学院金奖，巴黎，2005年[1][2][21][22]

## 主要作品
1. 《瀑布》[24]（The Waterfall）
2. 《牧歌》（Idylls）
3. 《清晨小夜曲》（Aubade）
4. 《无声的眼泪》（Silent Tears)
5. 《被遗忘的叶子》（Forgotten Leaves）
6. 《双簧管和钢琴奏鸣曲》（Oboe Sonata）
7. 《叙事曲》（Ballade）
8. 《第一典礼进行曲》（Ceremonial March no.1）
9. 《第二典礼进行曲》（Ceremonial March no.2)
10. 《金色之秋》[25]（Autumn Gold）
11. 《永恒的歌曲》[1]（Eternal Song）
12. 《格鲁吉亚》（“For Georgia”，格鲁吉亚语：საქართველოსთვის）   （作词：Tamar Chikvaidze, Zurab Chikvaidze 和 James Peace)
13. 24首探戈钢琴独奏曲 [1][9][21][22]（24 Tangos for solo piano)